# Patrick Hürlimann
Patrick Hürlimann (Zug, 9 de julio de 1963) es un deportista suizo que compitió en curling.
Participó en los Juegos Olímpicos de Nagano 1998, obteniendo una medalla de oro en la prueba masculina. Ganó tres medallas en el Campeonato Mundial de Curling entre los años 1989 y 1999.

## Palmarés internacional
| Juegos Olímpicos   | Juegos Olímpicos           | Juegos Olímpicos  | Juegos Olímpicos |
| Año                | Lugar                      | Medalla           | Prueba           |
| ------------------ | -------------------------- | ----------------- | ---------------- |
| 1998               | Nagano (Japón)             | Medalla de oro    | Equipo           |
| Campeonato Mundial |                            |                   |                  |
| Año                | Lugar                      | Medalla           | Prueba           |
| 1989               | Milwaukee (Estados Unidos) | Medalla de plata  | Equipo           |
| 1996               | Hamilton (Canadá)          | Medalla de bronce | Equipo           |
| 1999               | Saint John (Canadá)        | Medalla de bronce | Equipo           |